# (73789) 1995 BO6
(73789) 1995 BO6 – planetoida z pasa głównego asteroid okrążająca Słońce w ciągu 4,54 lat w średniej odległości 2,74 j.a. Odkryta 28 stycznia 1995 roku.